# 龍郷町

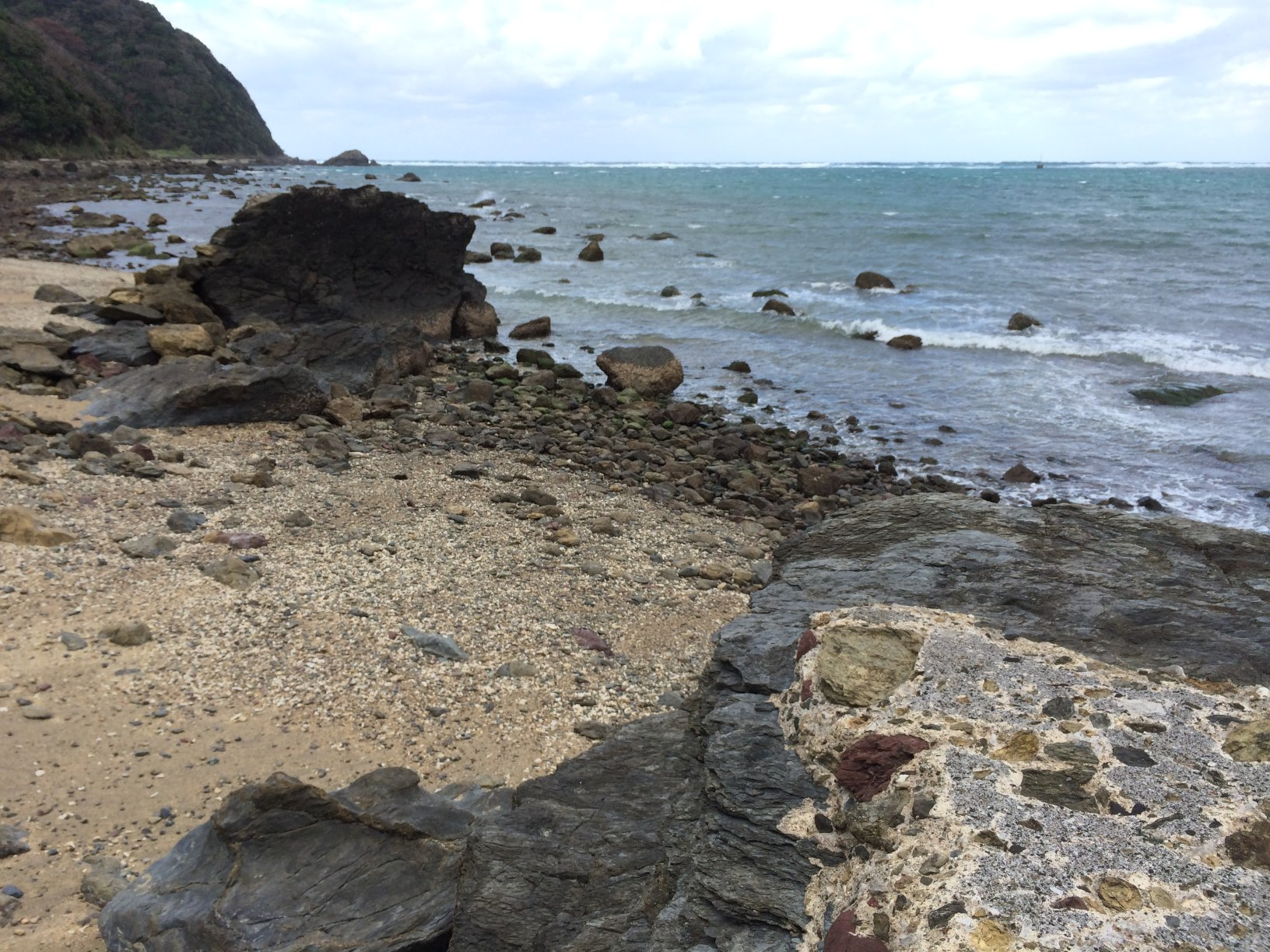
龍郷町秋名、秋名湾。「平瀬マンカイ」の行われる浜辺

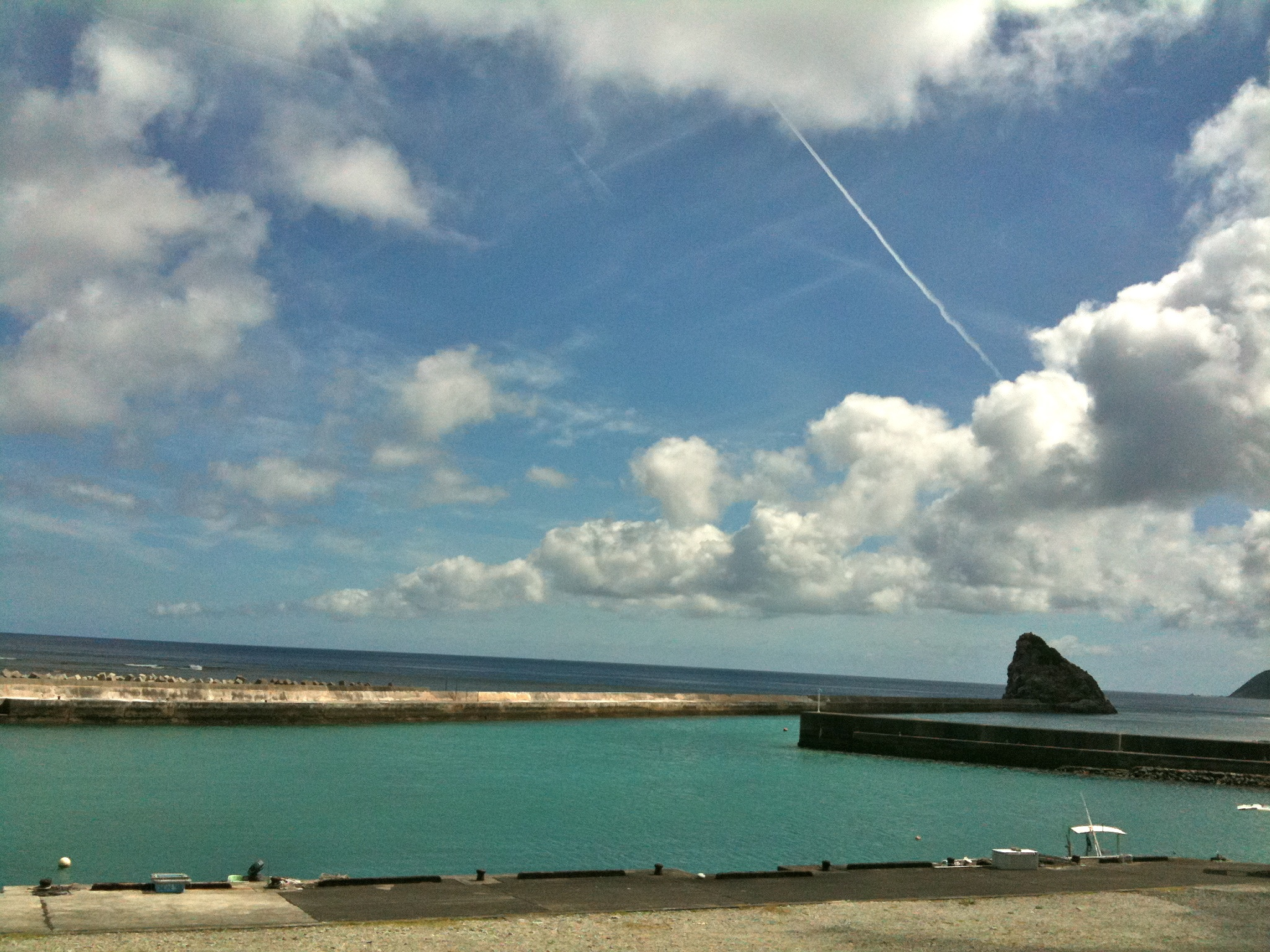
龍郷町北端の安木屋場港

龍郷町（たつごうちょう）は、鹿児島県の奄美大島にある町。大島郡に属し、奄美群島振興開発特別措置法の適用区域にあたる。
奄美市（旧名瀬市と旧笠利町）に挟まれた位置に存在している。

## 地理
奄美大島の東部に位置する。東側は奄美市（旧笠利町）、西側は奄美市（旧名瀬市）であり、北は東シナ海・笠利湾、南は太平洋に面しており、隆起珊瑚礁の岩場となっている。東側には龍郷湾と赤尾木湾があり、浅い砂地の海となっている。丘陵が多く、平地は限られている。
北部の奄美自然観察の森を中心とした山地と、武運崎及び今井崎を中心とした海域は奄美群島国立公園に指定されている。

### 隣接市町村
- 奄美市

## 歴史

### 近現代
- 1908年（明治41年）4月1日 島嶼町村制施行により、名瀬間切龍郷方、笠利間切赤木名方及び古見間切瀬名方の区域を以て龍郷村が発足。
- 1946年（昭和21年）1月28日 アメリカ合衆国（琉球列島米国民政府）の統治下におかれる。
- 1953年（昭和28年）12月25日 奄美大島の日本返還により再び日本国に属する。
- 1974年（昭和49年）2月15日 北部の一部地域が奄美群島国定公園に指定。
- 1975年（昭和50年）2月10日 町制施行で龍郷町となる。
- 2017年（平成29年）3月7日 北部の一部地域が奄美群島国立公園に指定。
- 2022年（令和4年）1月8日 - 鹿児島県は島内の新型コロナウイルス感染症患者の急増を受けて、5市町村に独自の緊急事態宣言発令を決定。同月11日から24日までの間、飲食店における酒類提供停止と営業時間短縮を要請[2]。

## 行政
- 町長：竹田泰典

## 産業
サトウキビの栽培を中心とし、タンカン、パッションフルーツなどの経済作物を組み合わせた農業が行われている。奄美大島ではわずかとなった稲作も、秋名集落を中心に神事用の目的で行われている。近海の漁業も行われており、7月には安木屋場海岸を中心にシラヒゲウニの漁も行われるが、環境の変化による減産が著しい。手工業の本場奄美大島紬の製造や泥染めの繊維製品製造も盛んである。みき、ジェラート、パパイヤ漬け、かりんとう、しいの実せんべい、黒砂糖など、みやげ品などの食品製造や奄美黒糖焼酎の製造も盛んである。
観光業に関しては、赤尾木の手広海岸がサーフィン適地として知られ、宿泊施設も多いほか、付近ではモーターパラグライダーによる飛行体験も行われている。2016年6月に発表された、芦徳の大型クルーズ船寄港地、リゾート開発計画には環境破壊の懸念が出たため、白紙撤回となった。

### 龍郷町に本社を置く主要企業
- 奄美大島酒造 - 浜千鳥乃詩、高倉、JOUGOなどの奄美黒糖焼酎を製造、販売。
- 町田酒造 - 里の曙、奄美の杜、などの奄美黒糖焼酎、奄美すもも酒（リキュール）を製造、販売。
- 山田酒造 - あまみ長雲、山田川、花おしょろなどの奄美黒糖焼酎を製造、販売。
- 奄美タクシー
- ソレイユスマイル - それいゆふぁーむ、Healthy Island Cafeなどを運営。
- NPO法人ゆいむすび実行委員会-海岸の環境保全事業、SDGｓ推進事業、シマ興し事業。毎年、奄美群島学生環境シンポジウムを主催、運営。

### 龍郷町に事業所を置く主要企業
- ビッグツー（本社所在地は鹿児島市）

### 特産品
- 本場奄美大島紬
- 泥染め製品
- 奄美黒糖焼酎
- 黒砂糖

## 姉妹都市・提携都市

### 国内
- ドラゴンサミット（全国の「龍」「竜」の字がつく市町村同士の相互交流）
  -  北海道 北竜町
  -  北海道 雨竜町
  -  茨城県 龍ケ崎市
  -  長野県 天龍村
  -  滋賀県 竜王町
  -  兵庫県 龍野市（現・たつの市）
  -  和歌山県 龍神村（現・田辺市）
  -  熊本県 竜北町（現・氷川町）
  -  熊本県 龍ヶ岳町（現・上天草市）

## 地域

### 人口
| |                                        |  |
| 龍郷町と全国の年齢別人口分布（2005年） | 龍郷町の年齢・男女別人口分布（2005年） |  |
| ■紫色 ― 龍郷町 ■緑色 ― 日本全国 | ■青色 ― 男性 ■赤色 ― 女性              |  |
| 龍郷町（に相当する地域）の人口の推移 \| 1970年（昭和45年） \| 6,610人 \| \| \| 1975年（昭和50年） \| 6,220人 \| \| \| 1980年（昭和55年） \| 6,136人 \| \| \| 1985年（昭和60年） \| 6,183人 \| \| \| 1990年（平成2年） \| 5,967人 \| \| \| 1995年（平成7年） \| 5,889人 \| \| \| 2000年（平成12年） \| 6,002人 \| \| \| 2005年（平成17年） \| 6,002人 \| \| \| 2010年（平成22年） \| 6,078人 \| \| \| 2015年（平成27年） \| 5,806人 \| \| \| 2020年（令和2年） \| 5,817人 \| \| |                                        |  |
| 総務省統計局 国勢調査より |                                        |  |
| 1970年（昭和45年） | 6,610人                                |  |
| 1975年（昭和50年） | 6,220人                                |  |
| 1980年（昭和55年） | 6,136人                                |  |
| 1985年（昭和60年） | 6,183人                                |  |
| 1990年（平成2年） | 5,967人                                |  |
| 1995年（平成7年） | 5,889人                                |  |
| 2000年（平成12年） | 6,002人                                |  |
| 2005年（平成17年） | 6,002人                                |  |
| 2010年（平成22年） | 6,078人                                |  |
| 2015年（平成27年） | 5,806人                                |  |
| 2020年（令和2年） | 5,817人                                |  |

### 教育

#### 中学校
町立
- 龍南中学校
- 龍北中学校
- 赤徳中学校

#### 小学校
町立
- 龍瀬小学校
- 赤徳小学校
- 龍郷小学校
- 戸口小学校
- 大勝小学校
- 円小学校
- 秋名小学校

#### 特別支援学校
- 鹿児島県立大島養護学校

### 地名
- 赤尾木（あかおぎ）
- 秋名（あきな）
- 芦徳（あしとく）
- 安木屋場（あんきゃば。1964年、龍郷より独立）
- 幾里（いくさと）
- 浦（うら）
- 円（えん）
- 大勝（おおがち）
- 嘉渡（かど）
- 久場（くば）
- 瀬留（せどめ。1918年、瀬花留部より改称）
- 龍郷（たつごう）
- 玉里（たまざと）
- 戸口（とぐち）
- 中勝（なかがち）
- 屋入（やにゅう）

## 交通
- 最寄り空港は奄美空港。
- 最寄り港は名瀬港。

### バス路線
- しまバス（旧・道の島交通）

### 道路

#### 一般国道
- 国道58号

#### 県道
主要地方道
- 鹿児島県道81号名瀬竜郷線
- 鹿児島県道82号竜郷奄美空港線

一般県道
- 鹿児島県道611号戸口大勝線

## 名所・旧跡・観光スポット・祭事・催事
- 奄美自然観察の森（奄美群島国立公園）
- 今井崎灯台
- 円のソテツ、イトバショウ群生地
- 鏡崎（かがんばな）トンネル - 円。春、秋の夕方、トンネルを通して夕陽が龍の目のように見える。
- 渡連キャンプ場
- 西郷南洲謫居跡、西郷松
- 南洲神社
- 行盛神社
- 奄美クレーター（赤尾木湾）[5]
- 倉崎海岸 - 2016年になって世界的クルーズ会社大手ロイヤル・カリビアン・クルーズが、中国からの観光客を誘致するクルーズ船寄港関連施設とテーマパークの開発を計画していることが判明。徳田町長は賛成の意向を表明したが、漁業者など、住民からは環境破壊を懸念する声が上がった[4]。また、同社が過去に多くの事故を起こしていることや環境破壊を懸念し、計画に反対する住民らが「龍郷湾を守る会」を結成した[6]。

同海域ではアマミホシゾラフグの生息が確認されていて環境に対する影響が危惧されている。
- ビラ海岸 - モーターパラグライダー
  - ハートロック
- 手広ビーチ - サーフィン適地
- 高倉 - 龍郷町役場前
- 奄美大島紬村
- 秋名アラセツ行事（シチョガマ、平瀬マンカイ。国の重要無形民俗文化財。）

## コミュニティーFM局
- FMたつごう(78.9MHz。2014年5月24日開局)

## 龍郷町にまつわる著名人

### 龍郷町出身の著名人
- 伊勢浩和 - スカフレイムスのボーカリスト
- 伊東隆治 - 政治家、元衆議院議員、元参議院議員
- 禱苗代 - 弁護士、元衆議院議員、名誉町民
- 大奄美元規 - 大相撲力士
- 川上嘉 - 政治家、元参議院議員
- 西郷菊次郎 - 政治家、第2代京都市長
- 竹田泰典 - 政治家、龍郷町長
- 田畑金光 - 政治家、元参議院議員、元衆議院議員、第2代いわき市長
- 中須彰仁 - スカフレイムス、AMAMI & THE WAREIKERSのパーカッショニスト
- 福田正臣 - 医師
- 本田勝規 - 奄美群島振興開発基金理事長、元鹿児島県職員
- 泉二新熊 - 元大審院長、法律学者
- 若乃島史也 - 元大相撲力士

### 龍郷町ゆかりの著名人
- 前園泰徳 - 教育者
- 渡久地政信 - 作曲家。沖縄県恩納村生まれ龍郷町育ち。

## 文化

### シマ唄
- 芦花部一番節
- 長雲節